# Hugo Carl Plaut
Hugo Carl Plaut (* 12. Oktober 1858 in Leipzig; † 17. Februar 1928 in Hamburg) war ein sächsischer, deutscher Arzt jüdischen Glaubens, der vor allem als Bakteriologe und Mykologe tätig war.

## Leben
Plaut wurde als Sohn des Bankiers Gustav Plaut (1824–1908) und dessen Frau Bertha, geborene Oppenheimer, in Leipzig geboren. Er besuchte die humanistische Thomasschule zu Leipzig. Danach studierte er Veterinärmedizin und Medizin an der Universität Leipzig und der Universität Kiel. Er wurde mit der Dissertation Das organisierte Contagium der Schafpocken und die Mitigation desselben nach Toussaint’s Manier promoviert. Ab 1889 war er als praktischer Arzt in Leipzig tätig. 1896 beschrieb er eine besondere Form der Mandelentzündung, die heute unter dem Namen Angina Plaut-Vincent bekannt ist. Außerdem arbeitete er an der Erforschung von Streptococcus mucosus, Streptothrix und Actinomyces sowie auf dem Gebiet der Veterinärmedizin. Bis 1897 war er Assistent und Privatdozent in Leipzig. Er zog 1913 nach Hamburg und wurde Direktor am Institut für Pilzforschung des Universitätsklinikums Hamburg-Eppendorf. 1918 wurde er außerordentlicher Professor für Bakteriologie an der Universität Hamburg. 
Ihm zu Ehren wird die Hugo-Carl-Plaut-Medaille an Botaniker, Ärzte und Wissenschaftler vergeben.

## Familie
Plaut war verheiratet mit Adele geb. Brach. Ihre Töchter Carla (1892–1976) und Rahel (1894–1993) wurden beide ebenfalls Ärztinnen, letztere war mit dem Historiker Hans Liebeschütz verheiratet. Hubert Curt Plaut wurde Mathematiker.

## Werke (Auswahl)
- Hyphenpilze (1903)
- Eumyceten (1913)
- Dermatomykosen (1909)
- Mykosen (1919)